# Harlem (ramal Congress de la línea Azul)
Harlem es una estación en la línea Azul del Metro de Chicago. La estación se encuentra localizada en 701 South Harlem Avenue en Forest Park, Illinois. La estación Harlem fue inaugurada el 20 de marzo de 1960.  La Autoridad de Tránsito de Chicago es la encargada por el mantenimiento y administración de la estación. La estación está en el Ramal Congress de la línea Azul.

## Descripción
La estación Harlem cuenta con 1 plataforma central y 2 vías. 

## Conexiones
La estación es abastecida por las siguientes conexiones: 
- Rutas del Pace: #307 Harlem